# 1650
Năm 1650 (số La Mã: MDCL) là một năm thường bắt đầu vào thứ bảy trong lịch Gregory, hay một năm thường bắt đầu vào thứ Ba (Julian-1650) của lịch Julius chậm hơn 10 ngày.

## Sự kiện

### Tháng 8
- Trịnh Thành Công giải phóng Hạ Môn, kiến lập căn cứ địa kháng Thanh tại Phúc Kiến.

### Tháng 11
- Ngày 24: Thượng Khả Hỷ và Cảnh Kế Mậu công phá Quãng Châu, giết chết hàng vạn dân trong thành.

### Tháng 12
- Nhiếp chính vương Đa Nhĩ Cổn bệnh mất, Anh Vương A Tế Cách tranh đoạt quyền nhưng thất bại.
- Trịnh Thành Công phụng chỉ nam bình cần vương cứu viện Quãng Đông.

## Mất
- Hosokawa Mitsunao
- Yagyū Jūbei
- Đa Nhĩ Cổn
  - René Descartes